# Garfield (Waszyngton)
Garfield – miasto w Stanach Zjednoczonych, w stanie Waszyngton, w hrabstwie Whitman.